# Strabag
Strabag är en Europabaserad teknologikoncern för bygg- och anläggningstjänster. 
Företaget har sitt huvudkontor i Wien.
2000 förenhetligade BAUHOLDING STRABAG-koncernen sin varumärkesidentitet. Sedan dess har verksamheten i hela Europa bedrivits under varumärket STRABAG. År 2005 förvärvade koncernen det tyska byggföretaget Züblin. År 2022 hade Strabag-koncernen nästan 74 000 anställda.

I april 2007 förvärvade Rasperia Trading Limited, ett holdingbolag som ägs av den ryske industrimannen Oleg Deripaska, en andel av aktiekapitalet i STRABAG SE. I dag har Rasperia Trading Limited 27,8 procent av aktierna i STRABAG SE. I samband med kriget i Ukraina sade STRABAG SE upp syndikatsavtalet med Rasperia Trading Limited i mars 2022 och kommer att avveckla verksamheten i Ryssland.